# Gonolobus edulis
Gonolobus edulis är en oleanderväxtart som beskrevs av William Botting Hemsley. Gonolobus edulis ingår i släktet Gonolobus och familjen oleanderväxter. Inga underarter finns listade i Catalogue of Life.